# Per Sundberg (fäktare)

För liknande namn, se Per Sundberg (olika betydelser).  
Per Lennart Harald Sundberg, även kallad Pelle Sundberg, född 8 maj 1949 i Slottsstadens församling i Malmö, död 3 maj 2015 i Höllviken i Skåne län, var en svensk fäktare.
Per Sundberg var son till avdelningschefen Herbert Sundberg och Britta Nyborg. Han debuterade i VM för seniorer som 17-åring. Han blev svensk mästare både i florett 1969 och i värja 1971. Han tävlade för Malmö FK av 1919 då han deltog i de Olympiska spelen i München 1972. Han blev också lagmästare flera gånger för både MF19 och Lugi. Han flyttade till Göteborg 1973 där han arbetade hos Pappersgruppen. Han tävlade för Göteborgs FK från 1975.
Sundberg var styrelseledamot i Svenska Fäktförbundet (SvFF), ordförande i TU (tävlingsutskottet) och klubbordförande i MF19 samt efter återkomsten till Skåne 1995 ordförande i Söderslätts Golfklubb där.
Åren 1977–2003 var han gift med Anne-Britt Bengtsson (född 1945). De har en dotter Jonna (född 1984).